# MOTION MUSIC OF BAKUMAN。
『MOTION MUSIC OF BAKUMAN。』は、日本のロック・バンド、サカナクションが制作した映画『バクマン。』（以降、本項では原則『バクマン。』と表記）の映画音楽を収録したサウンドトラック。アルバムはバンドのシングル『新宝島』の豪華初回限定盤（映画『バクマン。』BOX）のDISC2として収録され、NF Recordsより2015年9月30日にリリースされた。
映画音楽は複数の音楽評論家や音楽家らから肯定的に評価されている。音楽雑誌『WHAT's IN?』のライター、青木優は、「劇伴を収録したCD2はあらゆるジャンルを越えるサカナクションだからこそ先鋭性が息づく。」とコメントしている。また、『バクマン。』の映画音楽は第39回日本アカデミー賞で最優秀音楽賞を受賞している。

## 背景
バンドは映画『バクマン。』で映画音楽および主題歌を担当しており、そのうちの映画音楽を本アルバムでは収録している。『バクマン。』の監督、大根仁はバンドが日本のロック・フェスティバル、『TAICOCLUB』での公演を行っていた際にパフォーマンスを見て衝撃を受けたことによりバンドを映画音楽に採用している。また、大根は「プロの作曲家が作る“いわゆる劇伴曲”というのが自分の作品には合わないなと思ってもいて。トラックメーカーとかアーティストに作ってもらったほうがしっくりくる」という理由から採用したとも語っている。
映画音楽は2013年から制作が開始された。大根がバンドのフロントマン、山口一郎に映画の台本を渡し、デモ音源をいくつか制作することを請求されたことから始まった。山口はその要望に対し、10曲ほどの楽曲を制作。大根に送った。すると、その次に大根に対面した際には映像にリンクされており、大根は山口に対し更なる楽曲対する要望を要請。それぞれの楽曲を出来上がらせていった。バンドが作成した映画音楽は作品性の高いBGMでないものを目指し作成されている。バンドは、出生地である北海道らしさを求めるためにアイヌ民族が使用しているアイヌ楽器、ムックリを使用した楽曲も存在はしたものの『バクマン。』の映画音楽からはカットされた。

## リリース
アルバムは、バンドのシングル『新宝島』の豪華初回限定盤（映画『バクマン。』BOX）のDISC2として2015年9月30日にバンドの自主レーベル、NF Recordsよりリリースされた。豪華初回限定には、楽曲「新宝島」を収録したCD、ミュージック・ビデオが収録されたDVD、そして本作が収録されたCDが収録されている。『MOTION MUSIC OF BAKUMAN。』は前述のディスクに1つのトラックとして30分を超えた長さで収録されている。一曲一曲のつなぎ目には、ギター・岩寺基晴が漫画雑誌『週刊少年ジャンプ』のページをめくる音を録音し、使用している。また、それぞれの楽曲はブックレットにデザインとして楽曲名が書かれている。

## 評論家の評価
| 音楽評論家によるレビュー | 音楽評論家によるレビュー |
| レビュー・スコア         | レビュー・スコア         |
| 出典                     | 評価                     |
| ------------------------ | ------------------------ |
| 『WHAT's IN?』           | 肯定的                   |
| 布施雄一郎               | 肯定的                   |
| 高野裕也                 | 肯定的                   |

『MOTION MUSIC OF BAKUMAN。』は音楽評論家から肯定的な評価を得ている。音楽雑誌『WHAT's IN?』のライター、青木優は、「劇伴を収録したCD2はあらゆるジャンルを越えるサカナクションだからこそ先鋭性が息づく。」とコメントしている。音楽情報サイト、BARKSなどにも寄稿を行っているテクニカル・ライター、布施雄一郎は自身のサイト上で『MOTION MUSIC OF BAKUMAN。』についてレビューを行っており、「サカナクションというバンドのスタイルを崩すことなく、映画の劇伴として成立させながらも、一聴してサカナクションの音楽だと分かる音楽。」とコメント。映画に対してでの劇伴曲を「実にクオリティの高い作品」としている。映画音楽を作詞・編曲している音楽家、高野裕也は音楽サイトReal Soundで『バクマン。』の演出についての特集を組んでおり、「劇伴における全体的な傾向は、『メロディを聴かせていく』というより、『リズムパターンを繰り返すなかで変化をつけながら発展させていく』ものが多い。」と指摘しており、映画中の様々シーンを振り返りながら『バクマン。』の映画音楽を肯定的に解析している。また、『MOTION MUSIC OF BAKUMAN。』は、第39回日本アカデミー賞で最優秀音楽賞を受賞している。

## 収録曲
| 全作詞・作曲: サカナクション、全編曲: サカナクション。 |                                                                                    |                      |                      |      |
| #                                                      | タイトル                                                                           | 作詞                 | 作曲・編曲           | 時間 |
| 1.                                                     | 「Opening」                                                                        | サカナクション [ 5 ] | サカナクション [ 5 ] | 1:57 |
| 2.                                                     | 「The Room of Saiko's Uncle: The Road to Manga Artist, Hard to Climb」             | サカナクション [ 5 ] | サカナクション [ 5 ] | 2:29 |
| 3.                                                     | 「Make a Start and Finish: W-Earth」                                               | サカナクション [ 5 ] | サカナクション [ 5 ] | 1:45 |
| 4.                                                     | 「"Here Is My Opinion...", Mr. Hattori Speaks in a Professional-like Way」         | サカナクション [ 5 ] | サカナクション [ 5 ] | 0:24 |
| 5.                                                     | 「They Run Out with Delight」                                                      | サカナクション [ 5 ] | サカナクション [ 5 ] | 0:56 |
| 6.                                                     | 「We Will Definitely Win the Tezuka Award!」                                       | サカナクション [ 5 ] | サカナクション [ 5 ] | 1:15 |
| 7.                                                     | 「Who Is Eiji?」                                                                   | サカナクション [ 5 ] | サカナクション [ 5 ] | 1:45 |
| 8.                                                     | 「About the Structure of the Editorial Department, and How to Get the Serialized」 | サカナクション [ 5 ] | サカナクション [ 5 ] | 3:04 |
| 9.                                                     | 「Towards Our Dream」                                                              | サカナクション [ 5 ] | サカナクション [ 5 ] | 1:35 |
| 10.                                                    | 「It's Our Gambling Game!」                                                        | サカナクション [ 5 ] | サカナクション [ 5 ] | 1:27 |
| 11.                                                    | 「"Konoyo wa Kane to Chie" Is Near Completion!」                                   | サカナクション [ 5 ] | サカナクション [ 5 ] | 2:22 |
| 12.                                                    | 「Down with Eiji!」                                                                | サカナクション [ 5 ] | サカナクション [ 5 ] | 2:41 |
| 13.                                                    | 「A New Heroine's Appearance.」                                                    | サカナクション [ 5 ] | サカナクション [ 5 ] | 1:09 |
| 14.                                                    | 「Theme of Azuki」                                                                 | サカナクション [ 5 ] | サカナクション [ 5 ] | 1:04 |
| 15.                                                    | 「Current Issue Release. We Have a Lot of Dreams!」                                | サカナクション [ 5 ] | サカナクション [ 5 ] | 2:16 |
| 16.                                                    | 「Saiko's Uncle」                                                                  | サカナクション [ 5 ] | サカナクション [ 5 ] | 0:55 |
| 17.                                                    | 「Part with Azuki. "Well... I'll Go Ahead."」                                      | サカナクション [ 5 ] | サカナクション [ 5 ] | 4:19 |
| 18.                                                    | 「Friendship Efforts」                                                             | サカナクション [ 5 ] | サカナクション [ 5 ] | 1:49 |
| 19.                                                    | 「Now, to the Editorial Department!」                                              | サカナクション [ 5 ] | サカナクション [ 5 ] | 1:40 |
| 合計時間:                                              | 合計時間:                                                                          | 34:54                |                      |      |

## 発売日一覧
| 国/地域 | 発売                                  | 発売日         | 規格 | 規格品番  | 出典                |
| ------- | ------------------------------------- | -------------- | ---- | --------- | ------------------- |
| 日本    | NF Records ビクターエンタテインメント | 2015年9月30日  | CD   | VICY-910  | [ 10 ] [ 11 ] [ 9 ] |
| 台湾    | ロックレコード                        | 2015年11月20日 | CD   | GUT2504.4 | [ 12 ]              |